# 宮本太郎
宮本 太郎（みやもと たろう、1958年7月13日 - ）は、日本の政治学者。博士（政治学）。中央大学法学部教授・北海道大学名誉教授。専攻は比較政治学、福祉政策論。とくに福祉政策および福祉国家の比較分析が研究テーマ。比較分析の主軸としてスウェーデンに注目してきた。最近は、欧州におけるソーシャル・インクルージョン政策の多様な展開に関心をもっている。
日本共産党中央委員会幹部会委員長・日本共産党中央委員会議長を歴任した宮本顕治は実父。

## 経歴
東京都出身。日本共産党書記長の宮本顕治と大森寿恵子（宮本顕治の前妻宮本百合子の元秘書）との間に長男として生まれた。志位和夫は、東京大学工学部在学中に家庭教師を務めたことがある。2007年には、宮本顕治の密葬で喪主を務めた。
中央大学法学部の学生時代は、日本共産党の学生支部に所属していたが、現在は距離を置いている。大学院では、修士課程及び博士課程は小林丈児に師事、小林の急逝後の大学院博士課程は古城利明・加藤哲郎に師事。
立命館大学政策科学部教授、北海道大学大学院法学研究科附属高等法政教育研究センター長、日本比較政治学会副会長、内閣府参与等を歴任。2013年4月より、中央大学法学部教授。社会民主党の学習会でも講演し、同党の機関紙「社会新報」にも掲載されたことがある。
- 中央大学法学部政治学科卒業
- 1988年 - 中央大学大学院法学研究科博士後期課程単位取得退学、法政大学社会学部講師・中央大学講師
- 1990年 - 立命館大学法学部助教授
- 1993年 - ストックホルム大学客員研究員。
- 1995年 - 立命館大学政策科学部助教授に配置換え
- 1998年 - スウェーデン労働生活研究機構客員研究員。
- 2000年 - 立命館大学政策科学部教授に昇格
- 2001年3月 - 中央大学博士（政治学）（博士論文「福祉国家という戦略」）
- 2002年10月 - 北海道大学大学院法学研究科教授に就任
- 2004年4月 - 北海道大学大学院公共政策学連携研究部教授（公共政策大学院）教授に配置換え
- 2004年10月 - 日本比較政治学会副会長
- 2008年 - 社会政策学会幹事・国際交流委員会委員長
- 2008年4月 - 北海道大学大学院法学研究科附属高等法政教育研究センター長
- 2009年4月 - 内閣官房・安心社会実現会議委員（麻生内閣）
- 2009年10月 - 総務省顧問（鳩山由紀夫内閣）
- 2009年12月 - 内閣府参与
- 2010年9月 - 内閣官房国家戦略室・新成長戦略実現会議委員（菅内閣）
- 2012年11月 - 社会保障制度改革国民会議委員
- 2013年4月 - 中央大学法学部教授・北海道大学名誉教授
- 2016年10月 ‐ 生活困窮者自立支援のあり方等に関する論点整理のための検討会座長

その他、日本学術会議連携会員、財団法人生協総合研究所理事長、社団法人北海道地方自治研究所理事、特定非営利活動法人非営利・協同総合研究所いのちとくらし理事、公務公共サービス労働組合協議会良い社会をつくる公共サービスを考える研究会幹事などを歴任。

## 人物
- 麻生内閣時代の安心社会実現会議に委員として参加したのは[2]、当時財務大臣だった与謝野馨の推薦によるものである。与謝野が宮本を知ったのは、宮本の著書『福祉政治―日本の生活保障とデモクラシー』を政務秘書官に薦められて読んだのがきっかけだという。連合は、雇用や社会保障問題のブレーンとして宮本を起用していたため、同じく安心社会実現会議委員を務めた連合会長の高木剛は、「なぜ与謝野さんは宮本氏を知っていたのか」と不思議がっていたという。宮本は、共産党の宮本顕治の息子であるため、「そんな人を首相直属の有識者会議に入れていいのか」と主張する与党（当時は自民党と公明党）幹部もいたが、与謝野は「誰であろうが、優れた意見を言う研究者なら何が問題があるのか」と突っぱねたという[6]。後に与謝野が菅内閣に経済財政政策担当大臣として入閣した時も、宮本は新成長戦略実現会議委員に起用されたほか[7]、同内閣の社会保障改革検討本部の有識者検討会では座長を務めた[8][9]。
- 政治学者の加藤哲郎一橋大学教授のゼミナールにかつて参加していた。門下生に一橋大学教授の田中拓道がいる。

## 著書
単著
- 『福祉国家という戦略―スウェーデンモデルの政治経済学』（法律文化社, 1999年）
- 『福祉政治―日本の生活保障とデモクラシー』（有斐閣, 2008年）
- 『生活保障―排除しない社会へ』（岩波書店［岩波新書］, 2009年）
- 『社会保障─セキュリティの構造転換へ』（岩波書店, 2010年）
- 『社会的包摂の政治学』（ミネルヴァ書房, 2013年）
- 『地域包括ケアと生活保障の再編』（明石書店, 2014年）
- 『共生保障 〈支え合い〉の戦略』（岩波書店［岩波新書］，2017年）

共著
- （岡沢憲芙）『比較福祉国家論―揺らぎとオルタナティブ』（法律文化社, 1997年）
- （岡沢憲芙）『スウェーデンハンドブック』（早稲田大学出版部、1997年／第2版, 2004年）
- （新川敏光・井戸正伸・眞柄秀子）『比較政治経済学』（有斐閣, 2004年）
- （山口二郎・中島岳志・雨宮処凛・湯浅誠）『脱「貧困」への政治』（岩波書店［岩波ブックレット］, 2009年）
- （齋藤純一・近藤康史）『社会保障と福祉国家のゆくえ』（ナカニシヤ出版, 2011年）
- （山口二郎）『徹底討論 日本の政治を変える―これまでとこれから』（岩波書店, 2015年）

編著
- 『講座・福祉国家のゆくえ(1)福祉国家再編の政治』（ミネルヴァ書房、2002年）
- 『比較福祉政治 - 制度転換のアクターと戦略』（早稲田大学出版部、2006年）
- 『政治の発見 第2巻 働く』（風行社、2011年）
- 『弱者99%社会─日本復興のための生活保障』（幻冬舎新書、2011年）
- 『生活保障の戦略─教育・雇用・社会保障をつなぐ』（岩波書店、2013年）

共編著
- （山口二郎・坪郷實）『ポスト福祉国家とソーシャル・ガヴァナンス』（ミネルヴァ書房、2005年）
- （山口二郎・小川有美）『市民社会民主主義への挑戦 - ポスト「第三の道」のヨーロッパ政治』（日本経済評論社、2005年）
- （神野直彦）『脱「格差社会」への戦略』（岩波書店、2006年）
- （辻康夫・松浦正孝）『政治学のエッセンシャルズ - 視点と争点』（北海道大学出版会、2008年）
- （神野直彦）『自壊社会からの脱却─もう一つの日本への構想』（岩波書店、2011年）
- （武川正吾）『講座 現代の社会政策 第6巻 グローバリゼーションと福祉国家』（明石書店、2012年）
- （伊藤光利）『民主党政権の挑戦と挫折―その経験から何を学ぶか』（日本経済評論社、2014年）

訳書
- G・エスピン-アンデルセン『福祉資本主義の三つの世界 - 比較福祉国家の理論と動態』（ミネルヴァ書房、2001年）